# 布雷達斯多普

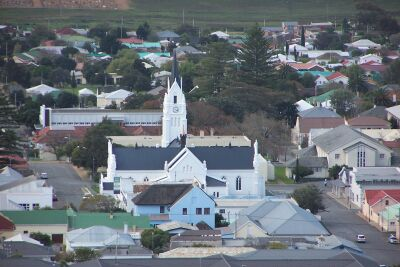

布雷達斯多普是南非的城鎮，位於該國西南部，由西開普省負責管轄，始建於1838年，面積6.88平方公里，2001年人口12,749，人口密度每平方公里1,900人。

## 外部連結
- Cape Agulhas Local Municipality （页面存档备份，存于）
- Tourism Western Cape - Bredasdorp